# Bílá Voda (Červená Voda)
Bílá Voda (německy Weißwasser) je část obce Červená Voda v okrese Ústí nad Orlicí. Nachází se na jihu Červené Vody. Bílá Voda je také název katastrálního území o rozloze 5,88 km².

## Historie
První písemná zmínka o vesnici pochází z roku 1596.
| Rok            | 1869 | 1880 | 1890 | 1900 | 1910 | 1921 | 1930 | 1950 | 1961 | 1970 | 1980 | 1991 | 2001 | 2011 | 2021 |
| -------------- | ---- | ---- | ---- | ---- | ---- | ---- | ---- | ---- | ---- | ---- | ---- | ---- | ---- | ---- | ---- |
| Počet obyvatel | 864  | 813  | 839  | 702  | 708  | 564  | 579  | 270  | 338  | 295  | 278  | 224  | 187  | 173  | 170  |

## Osobnosti
- Dominik Stolz (1819–1880), lékař a politik působící v Šumperku, zemský poslanec